# Dave Flett
Dave Flett (Aberdeen, 1950) è un chitarrista scozzese.
Ha suonato nella Manfred Mann's Earth Band tra il 1975 e il 1978, pubblicando due album. Ha poi partecipato con i Thin Lizzy e con Gary Moore. Negli anni ottanta si è ritirato dalle scene.

## Discografia
- 1976 - The Roaring Silence
- 1978 - Watch